# Edelsberg (Weinbach)
Edelsberg ist ein Ortsteil der Gemeinde Weinbach im mittelhessischen Landkreis Limburg-Weilburg.

## Geographische Lage
Edelsberg liegt oberhalb des Weiltals im östlichen Hintertaunus im Naturpark Taunus.
Nachbarorte sind Freienfels (westlich), Kubach (nordwestlich) und Essershausen (östlich).

## Geschichte

### Von den Anfängen bis zur Gebietsreform in Hessen
Die älteste bekannte schriftliche Erwähnung von Edelsberg erfolgte unter dem Namen Estelingesberge im Jahr 1246.
Durch den Fund eines bronzenen Armreifs 1842 sowie eines bei Straßenbauarbeiten im Wald zwischen Kubach und Edelsberg im Jahr 1974 freigelegten Grabhügelgeländes mit mindestens elf Grabhügeln aus der mittleren Bronzezeit (1500 bis 1400 v. Chr.) bestätigen aber eine sehr viel frühere Bewohnung dieses Gebietes. In der vorreformatorischen Zeit bildete der Ort mit Laimbach einen zum Dekanat des Weilburger St. Walpurgisstiftes gehörenden Pfarrbezirk. Daniel Greser, der später als Superintendent und Hofprediger zu Dresden eine bedeutende Rolle in der sächsischen Reformationsgeschichte spielte, betreute in den Anfängen der nassau-weilburgischen Reformation 1526–1528 eine kleine Kapelle in Edelsberg.
Nach 1544 wurde Edelsberg als Filiale der Pfarrei Essershausen zugeteilt. Eine 1585 außerhalb des Dorfes Richtung Essershausen errichtete Kirche musste wegen Baufälligkeit der heutigen, 1833 weitgehend fertiggestellten Kirche weichen.

### Gebietsreform
Zum 1. Juli 1974 wurde im Zuge der Gebietsreform in Hessen die bis dahin selbstständige Gemeinde Edelsberg im ehemaligen Oberlahnkreis durch Landesgesetz in die 1970 neu gebildete Gemeinde Weinbach eingegliedert.
Für die eingegliederten Gemeinden sowie für die Kerngemeinde wurde je ein Ortsbezirk mit Ortsbeirat und Ortsvorsteher nach der Hessischen Gemeindeordnung gebildet.

### Territorialgeschichte und Verwaltung im Überblick
Die folgende Liste zeigt im Überblick die Territorien, in denen Edelsberg lag, bzw. die Verwaltungseinheiten, denen es unterstand:
- vor 1806 Heiliges Römisches Reich, Grafschaft/Fürstentum Nassau-Weilburg, Amt Weilburg
- ab 1806: Herzogtum Nassau, Amt Weilburg
- ab 1816: Deutscher Bund, Herzogtum Nassau, Amt Weilburg
- ab 1849: Deutscher Bund, Herzogtum Nassau, Kreisamt Hadamar
- ab 1854: Deutscher Bund, Herzogtum Nassau, Amt Weilburg
- ab 1867: Norddeutscher Bund, Königreich Preußen, Provinz Hessen-Nassau, Regierungsbezirk Wiesbaden, Oberlahnkreis
- ab 1871: Deutsches Reich, Königreich Preußen, Provinz Hessen-Nassau, Regierungsbezirk Wiesbaden, Oberlahnkreis
- ab 1918: Deutsches Reich, Freistaat Preußen, Provinz Hessen-Nassau, Regierungsbezirk Wiesbaden, Oberlahnkreis
- ab 1944: Deutsches Reich, Freistaat Preußen, Provinz Nassau, Oberlahnkreis
- ab 1945: Amerikanische Besatzungszone, Groß-Hessen, Regierungsbezirk Wiesbaden, Oberlahnkreis
- ab 1949: Bundesrepublik Deutschland, Land Hessen, Regierungsbezirk Wiesbaden, Oberlahnkreis
- ab 1968: Bundesrepublik Deutschland, Land Hessen, Regierungsbezirk Darmstadt, Oberlahnkreis
- am 1. Juli 1974 wurde Edelsberg als Ortsteil der Gemeinde Weinbach eingegliedert.
- ab 1974: Bundesrepublik Deutschland, Land Hessen, Regierungsbezirk Darmstadt, Landkreis Limburg-Weilburg
- ab 1981: Bundesrepublik Deutschland, Land Hessen, Regierungsbezirk Gießen, Landkreis Limburg-Weilburg

### Einwohnerentwicklung

#### Einwohnerzahlen
| Edelsberg: Einwohnerzahlen von 1834 bis 2020 | Edelsberg: Einwohnerzahlen von 1834 bis 2020 | Edelsberg: Einwohnerzahlen von 1834 bis 2020 | Edelsberg: Einwohnerzahlen von 1834 bis 2020 | Edelsberg: Einwohnerzahlen von 1834 bis 2020 |
| --- | -------------------------------------------- | -------------------------------------------- | -------------------------------------------- | -------------------------------------------- |
| Jahr |                                              |                                              |                                              | Einwohner                                    |
| 1834 | 1834                                         |                                              | 280                                          | 280                                          |
| 1840 | 1840                                         |                                              | 308                                          | 308                                          |
| 1846 | 1846                                         |                                              | 323                                          | 323                                          |
| 1852 | 1852                                         |                                              | 334                                          | 334                                          |
| 1858 | 1858                                         |                                              | 325                                          | 325                                          |
| 1864 | 1864                                         |                                              | 351                                          | 351                                          |
| 1871 | 1871                                         |                                              | 384                                          | 384                                          |
| 1875 | 1875                                         |                                              | 371                                          | 371                                          |
| 1885 | 1885                                         |                                              | 408                                          | 408                                          |
| 1895 | 1895                                         |                                              | 414                                          | 414                                          |
| 1905 | 1905                                         |                                              | 429                                          | 429                                          |
| 1910 | 1910                                         |                                              | 421                                          | 421                                          |
| 1925 | 1925                                         |                                              | 461                                          | 461                                          |
| 1939 | 1939                                         |                                              | 442                                          | 442                                          |
| 1946 | 1946                                         |                                              | 568                                          | 568                                          |
| 1950 | 1950                                         |                                              | 546                                          | 546                                          |
| 1956 | 1956                                         |                                              | 531                                          | 531                                          |
| 1961 | 1961                                         |                                              | 530                                          | 530                                          |
| 1967 | 1967                                         |                                              | 547                                          | 547                                          |
| 1970 | 1970                                         |                                              | 565                                          | 565                                          |
| 1980 | 1980                                         |                                              | ?                                            | ?                                            |
| 1990 | 1990                                         |                                              | ?                                            | ?                                            |
| 2000 | 2000                                         |                                              | ?                                            | ?                                            |
| 2011 | 2011                                         |                                              | 594                                          | 594                                          |
| 2014 | 2014                                         |                                              | 584                                          | 584                                          |
| 2020 | 2020                                         |                                              | 554                                          | 554                                          |
| Datenquelle: Historisches Gemeindeverzeichnis für Hessen: Die Bevölkerung der Gemeinden 1834 bis 1967. Wiesbaden: Hessisches Statistisches Landesamt, 1968. Weitere Quellen: LAGIS; Gemeinde Weinbach; Zensus 2011 |                                              |                                              |                                              |                                              |

#### Einwohnerstruktur
Nach den Erhebungen des Zensus 2011 lebten am Stichtag dem 9. Mai 2011 in Edelsberg 594 Einwohner. Darunter waren 24 (4,0 %) Ausländer.
Nach dem Lebensalter waren 108 Einwohner unter 18 Jahren, 255 zwischen 18 und 49, 114 zwischen 50 und 64 und 114 Einwohner waren älter.
Die Einwohner lebten in 243 Haushalten. Davon waren 66 Singlehaushalte, 66 Paare ohne Kinder und 81 Paare mit Kindern, sowie 24 Alleinerziehende und 3 Wohngemeinschaften. In 51 Haushalten lebten ausschließlich Senioren und in 153 Haushaltungen lebten keine Senioren.

#### Religionszugehörigkeit
| • 1885: | 405 evangelische (= 99,26 %), 2 katholische (= 0,49 %), ein anderes christlicher (= 0,25 %) Einwohner |
| • 1961: | 459 evangelische (= 86,60 %), 60 katholische (= 11,32 %) Einwohner                                    |

## Vereine
- Sportverein (SV) Rot-Weiß Edelsberg e. V.
- Frauenchor Edelsberg
- Männergesangverein (MGV) Eintracht Edelsberg 1863 e. V.
- Kur- und Verkehrsverein Edelsberg
- Edelsberger Carneval Verein (ECV)
- Freiwillige Feuerwehr Edelsberg gegründet 1934 (seit dem 25. Juli 1997 einschließlich Jugendfeuerwehr)
- Sozialverband VdK, Ortsgruppe Edelsberg

## Einrichtungen
Seit dem Jahr 1934 sorgt die Freiwillige Feuerwehr Edelsberg (ab 25. Juli 1997 mit Jugendfeuerwehr) für den abwehrenden Brandschutz und die allgemeine Hilfe in diesem Ort. Es bestehen in Edelsberg ein Dorfgemeinschaftshaus in der Hauptstraße, ein Sportplatz am roten Hübel, ein Kinderspielplatz und Wanderwege.

## Persönlichkeiten
- Philipp Ernst (1814–1891), Schultheiß und danach Bürgermeister von Edelsberg von 1847 bis 1890